# Karpobrot
Karpobrot (karpobrotus; lat. Carpobrotus), rod  trajnica iz porodice čupavica, rasprostranjen po Australiji i jugu Afrike i Južne Amerike
Od 13 vrste, u Hrvatskoj rastu dvije, hotentotski i sabljasti karpobrot.

## Vrste
1. Carpobrotus acinaciformis (L.) L. Bolus sabljasti karpobrot
2. Carpobrotus aequilaterus (Haw.) N. E. Br.
3. Carpobrotus chilensis (Molina) N. E. Br.
4. Carpobrotus deliciosus (L. Bolus) L. Bolus
5. Carpobrotus dimidiatus (Haw.) L. Bolus
6. Carpobrotus edulis (L.) N. E. Br. hotentotski karpobrot
7. Carpobrotus glaucescens (Haw.) Schwantes
8. Carpobrotus mellei (L. Bolus) L. Bolus
9. Carpobrotus modestus S. T. Blake
10. Carpobrotus muirii (L. Bolus) L. Bolus
11. Carpobrotus quadrifidus L. Bolus
12. Carpobrotus rossii (Haw.) Schwantes
13. Carpobrotus virescens (Haw.) Schwantes